# Sperrstelle Beatenbucht

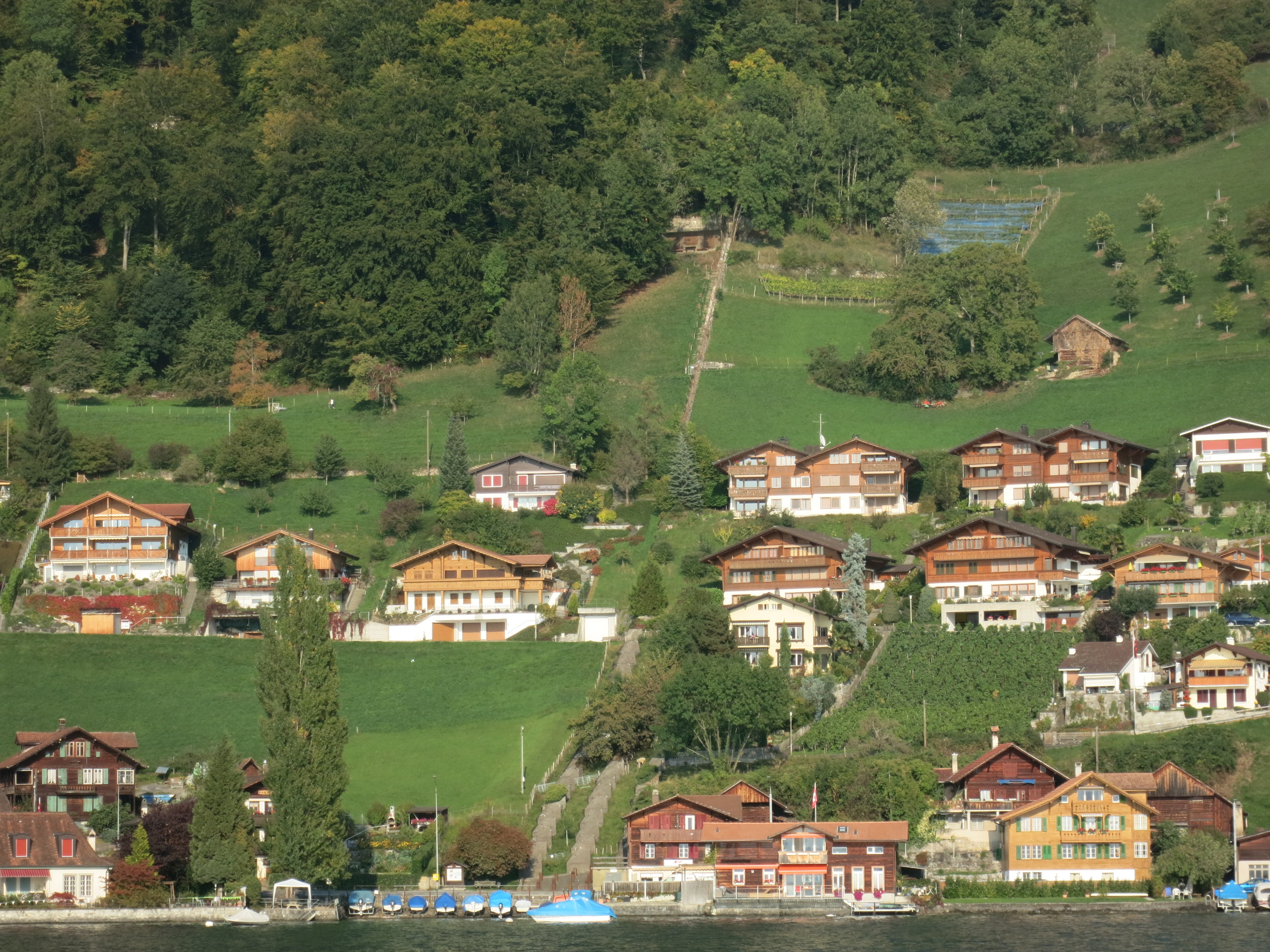
Sperrstelle Merligen

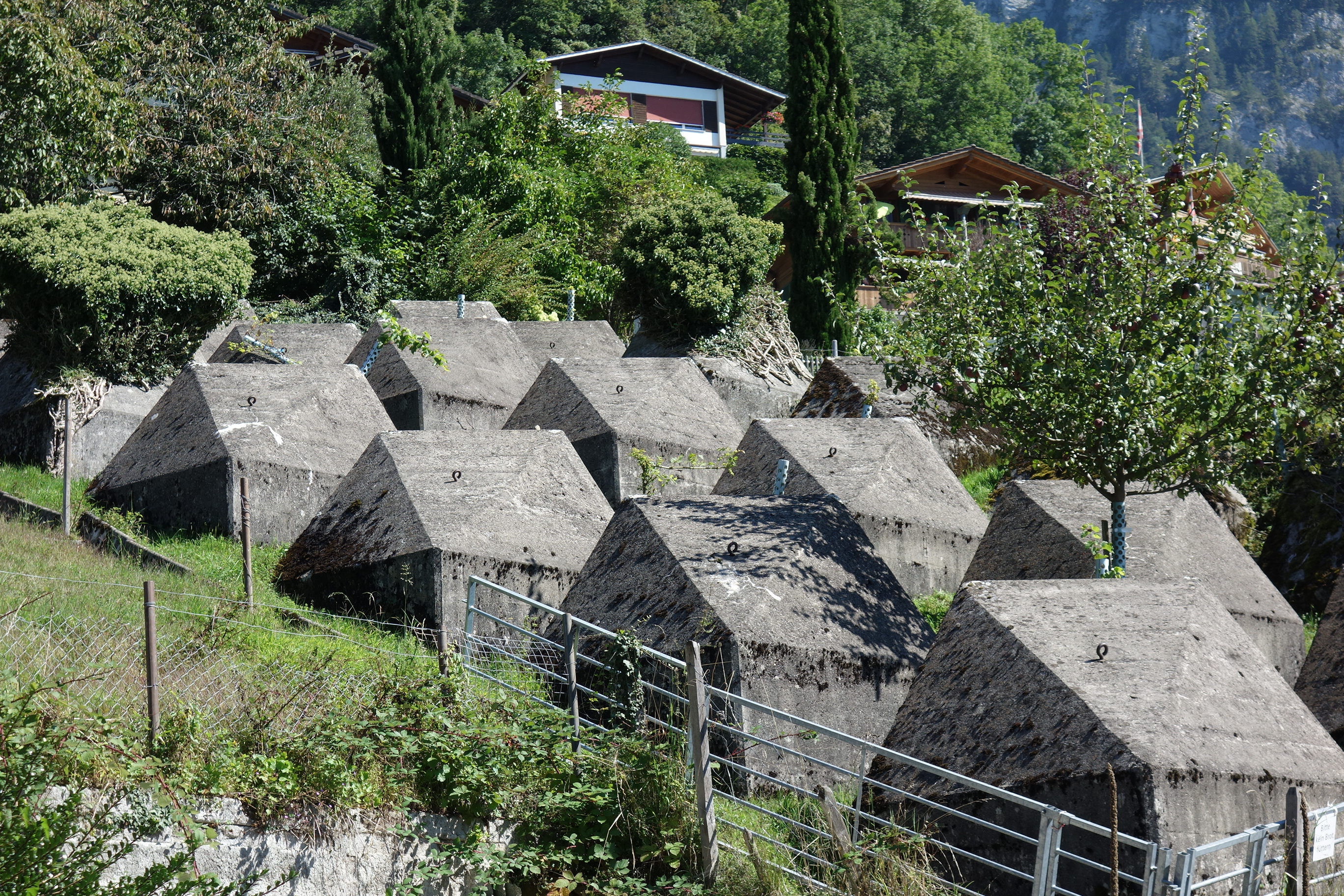
GPH Merligen T 1143

Die Sperrstelle Beatenbucht (Armeebezeichnung Nr. 2113) mit dem Infanteriebunker Fischbalmen (Armeebezeichnung A 1883) war eine Verteidigungsstellung der Schweizer Armee. Sie liegt auf dem Gemeindegebiet von Sigriswil und war die siebte Sperre entlang dem rechten Thunerseeufer zwischen Thun und Interlaken im Berner Oberland.
Die Sperre gehörte zum Einsatzraum der 3. Division (Seegruppe) und ab 1947 der Reduitbrigade 21. Die Strassensperre wurde im Januar 1941 fertiggestellt und im April 1942 der Ortswehr Merligen übergeben. Die Kaverne Fischbalmen wurde 1941/42 erstellt.
Die Sperre wurde im April 1999 entklassifiziert und im Juli 1999 der Öffentlichkeit zugänglich gemacht.

## Geschichte
Den Anstoss zum Bau der Sperrstelle gab die von General Guisan befohlene neue Armeestellung im Réduit (Operationsbefehle Nr. 11, 12, 13). Die  3. Division (Berner Division) wurde von der Limmatstellung abgezogen und dislozierte vom Fricktal in den neuen Einsatzraum als Gruppe Thunersee beidseits des Thunersees.
Im März 1941 unterteilte der Kommandant der 3. Division die Gruppe Thunersee in die Gruppen «Grünenberg», «Sigriswilgrat», «Kander», «Gantrisch» und «Seegruppe».

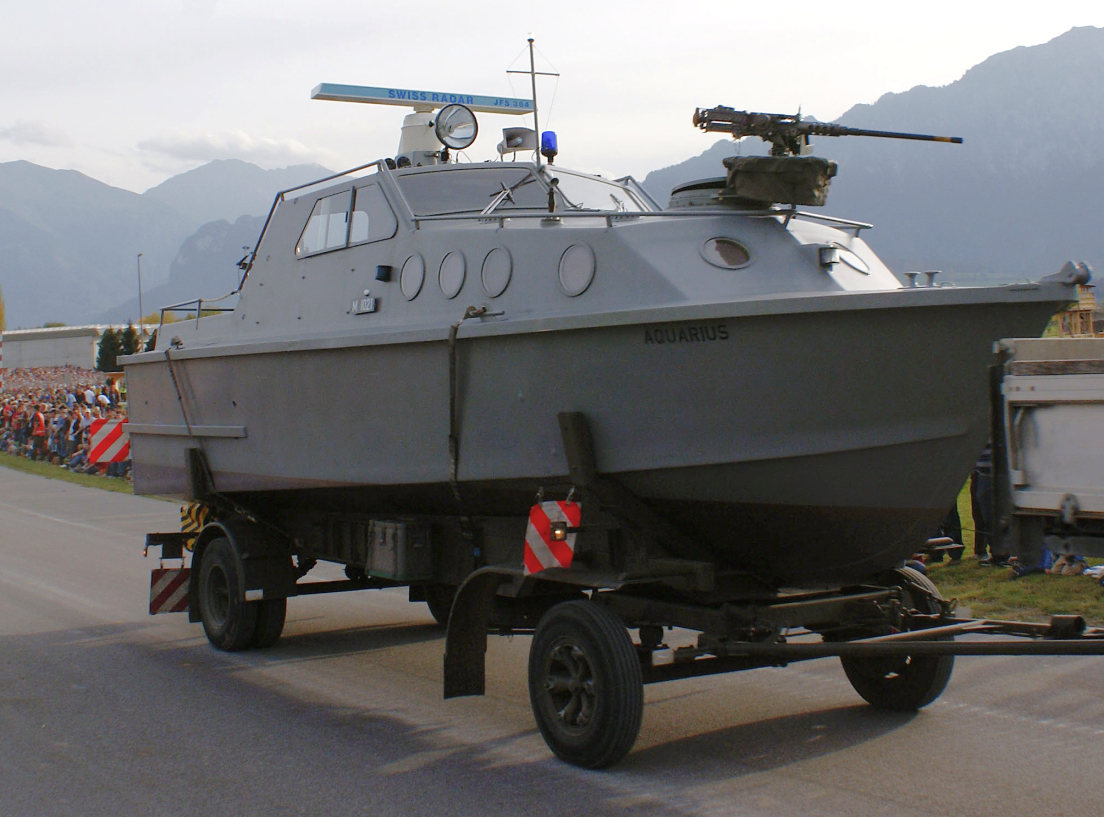
Das Patrouillenboot P-80 war mit dem Bootsanhänger auf dem Strassennetz rasch verschiebbar

Die Hauptaufgabe der Seegruppe, die aus dem Gebirgsinfanterieregiment (Geb Inf Rgt) 15 bestand, war die Verteidigung des Thunersees und der Bau von Sperrstellen:
- Überwachung der ganzen Fläche des Thunersees durch ein Motorbootdetachement.
- Verhinderung von feindlichen Truppenübersetzungen und -landungen (Wasserflugzeuge) an den Uferstrecken, um eine Umfassung der Gruppen Sigriswilgrat und Kander zu verhindern.

Ein Gebirgsfüsilierbataillon war als Reserve in der Gegend von Aeschi abgestellt. Der Kommandoposten befand sich in Därligen.
Im Dezember 1942 erfolgte die erste Besetzungsübung in den neuen Werken.
Im Kalten Krieg wurden die Sperre und der Infanteriebunker bis Ende 1994 regelmässig in Wiederholungskursen durch Truppen besetzt.

## Sperrstelle Beatenbucht
Die Sperrstelle Beatenbucht/Merligen wurde aufgrund der Rückverlegung der Reduitfront im Januar 1941 vom Zulggraben auf den Sigriswilgrat zur Hauptstellung am rechten Thunerseeufer, die absolut gehalten werden musste. Hinter der Sperrstelle gab es bis zum Bödeli bei Interlaken nur noch Sprengobjekte (SprO). Vor der Sperrstelle Beatenbucht lagen auf der rechtsufrigen Seeachse die Sperren Eichbühl, Längenschachen, Gunten, Oertli, Stampbach und Merligen. Für den Feuerschutz der Strassenbarrikade Beatenbucht ⊙  wurde der Infanteriebunker Fischbalmen A 1883 gebaut.
Der Seebeobachter Beatenbucht A 1884 ⊙  hatte die Aufgabe, den Thunersee zu überwachen. Die Armeeführung liess die Reduitseen überwachen, weil sie amphibische Landungen der deutschen Wehrmacht wie in Norwegen befürchtete. Der Bunker hat eine gepanzerte Beobachtungsglocke mit mehreren verschliessbaren Luken, Beobachtungsfernrohren und einer Tarnung als Steinblock.

### Infanteriebunker Fischbalmen

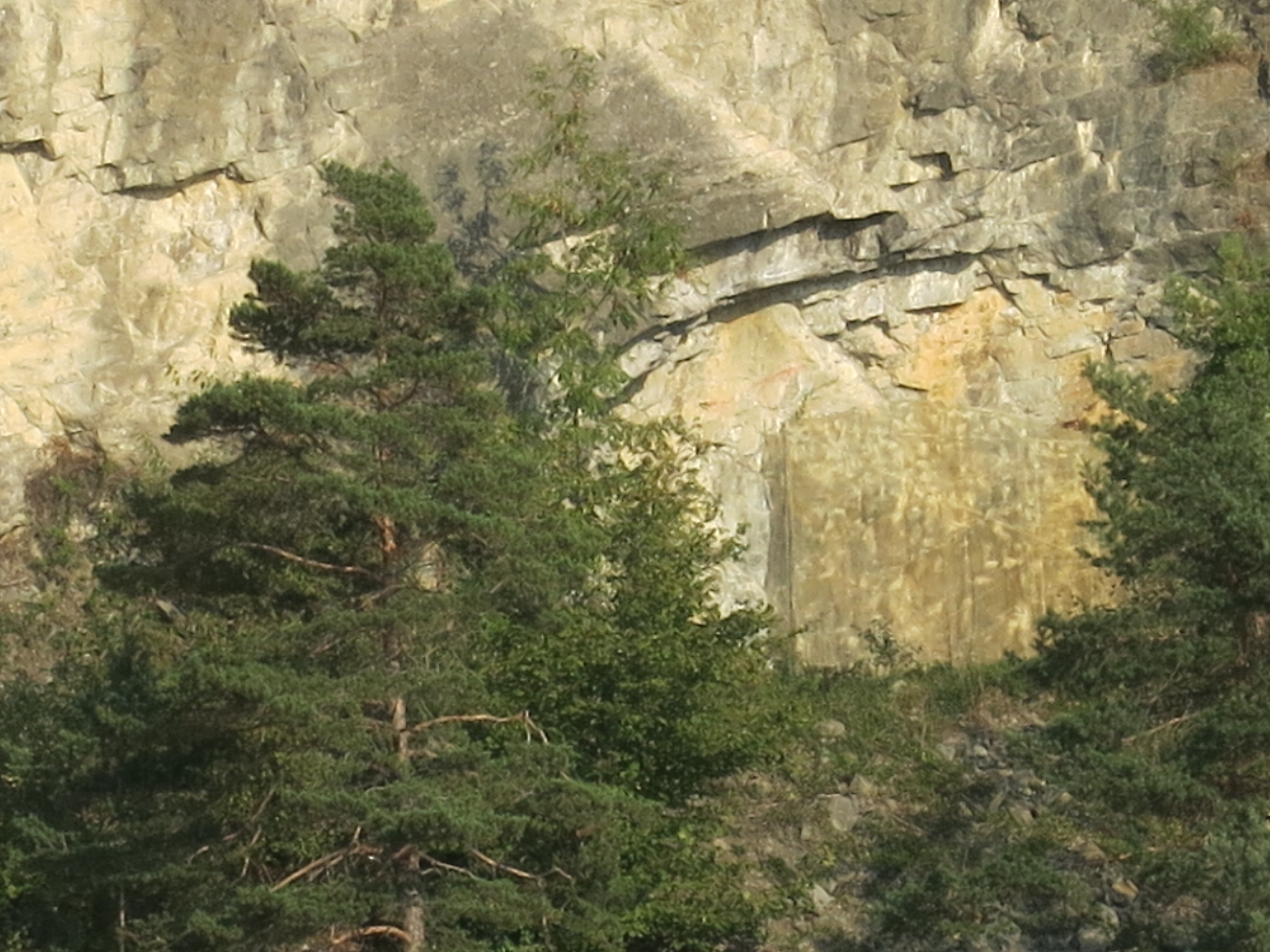
Infanteriewerk Fischbalmen

Der Infanteriebunker Fischbalmen (Armeebezeichnung A 1883) ⊙ gehörte zur Sperre Beatenbucht. Er wurde 1941 in einer Felskaverne mit einem 15 Meter langen Stollen eingebaut und wies neben einer Waffenscharte eine Beobachterscharte zur Feuerleitung auf. Ruhe- und Essraum befanden sich in den dahinterliegenden Stollen.
Der Bunker war mit einer 4,7 cm Infanteriekanone (in Lizenz der Böhler Österreich in der Schweiz hergestellt) auf  Pivotlafette als schwere Panzerabwehrwaffe der Infanterie ausgerüstet. 1952 wurde die Infanteriekanone (Ik) durch eine 4,7 cm Panzerabwehrkanone (Pak) 41 und letztere 1962 durch das heute vorhandene 9 cm Panzerabwehrgeschütz (Pak) 50 PL. Die Pak 50 hatte eine Schussweite von 500 bis 700 m und eine Schusskadenz von 8 bis 10 Schuss pro Minute.
Die Bunkerbesatzung bestand aus 21 Mann (1980): Kommandant, zwei Werkschutzsoldaten, drei Schichten zu je sechs Mann als Türwache innen, Aussenbeobachter mit Feldtelefon 50, drei Mann am Geschütz und ein Mann Munitionsvorbereitung.

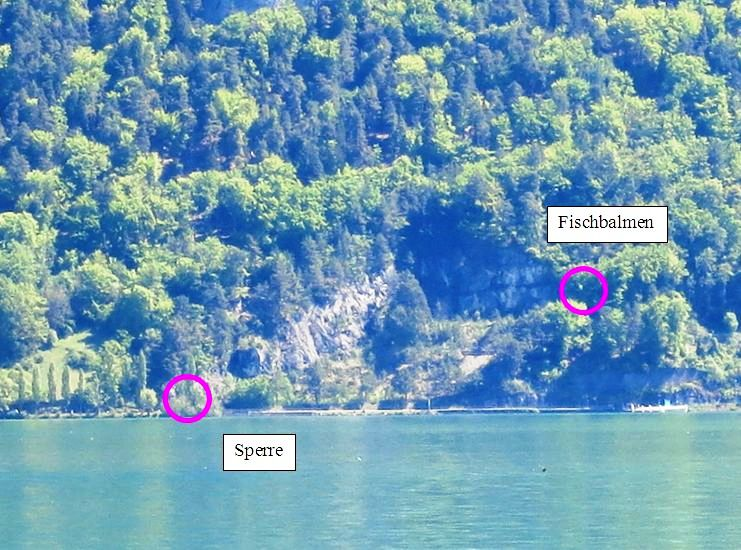
Sperrstelle Beatenbucht
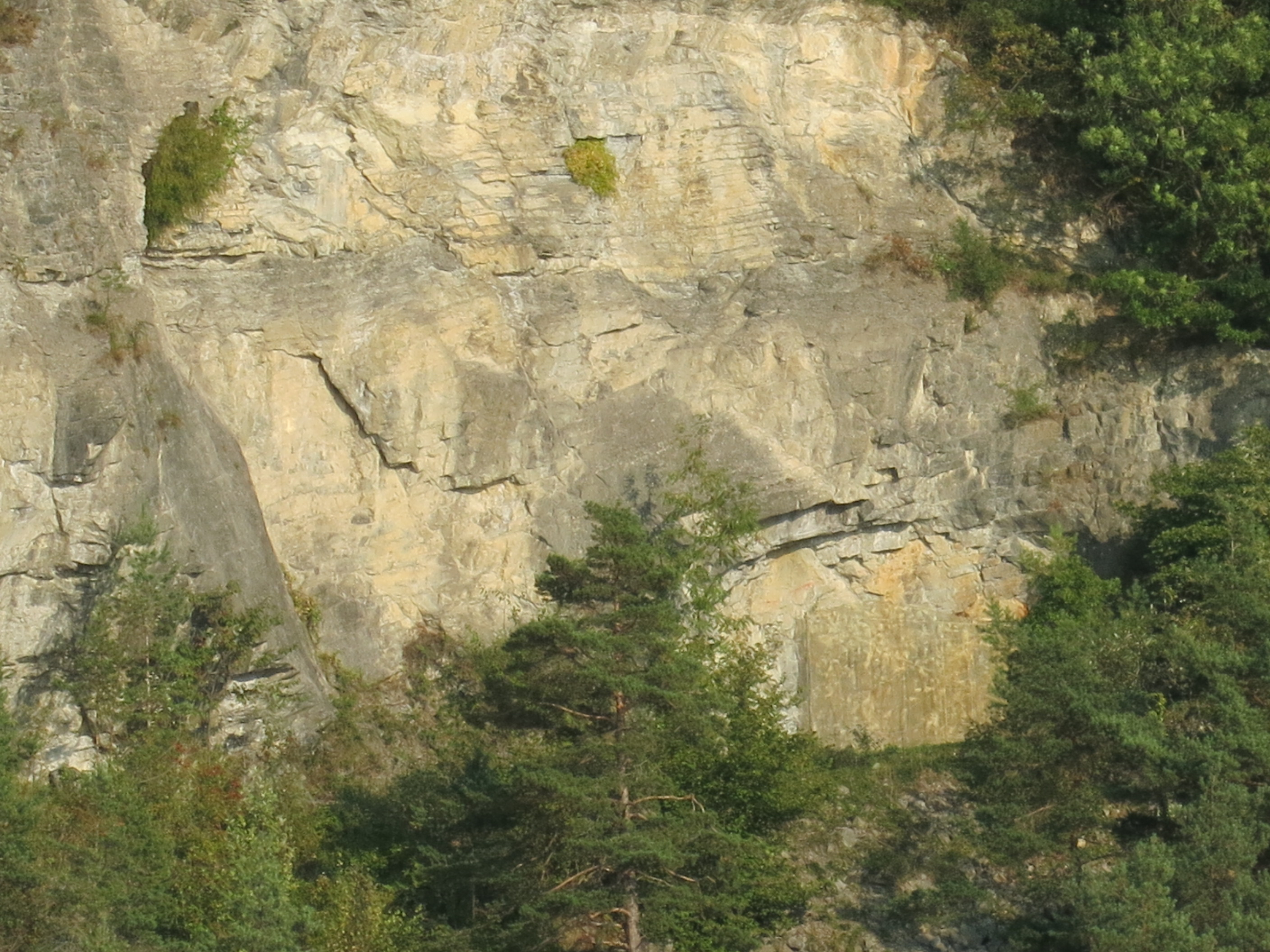
Infanteriewerk Fischbalmen A 1883
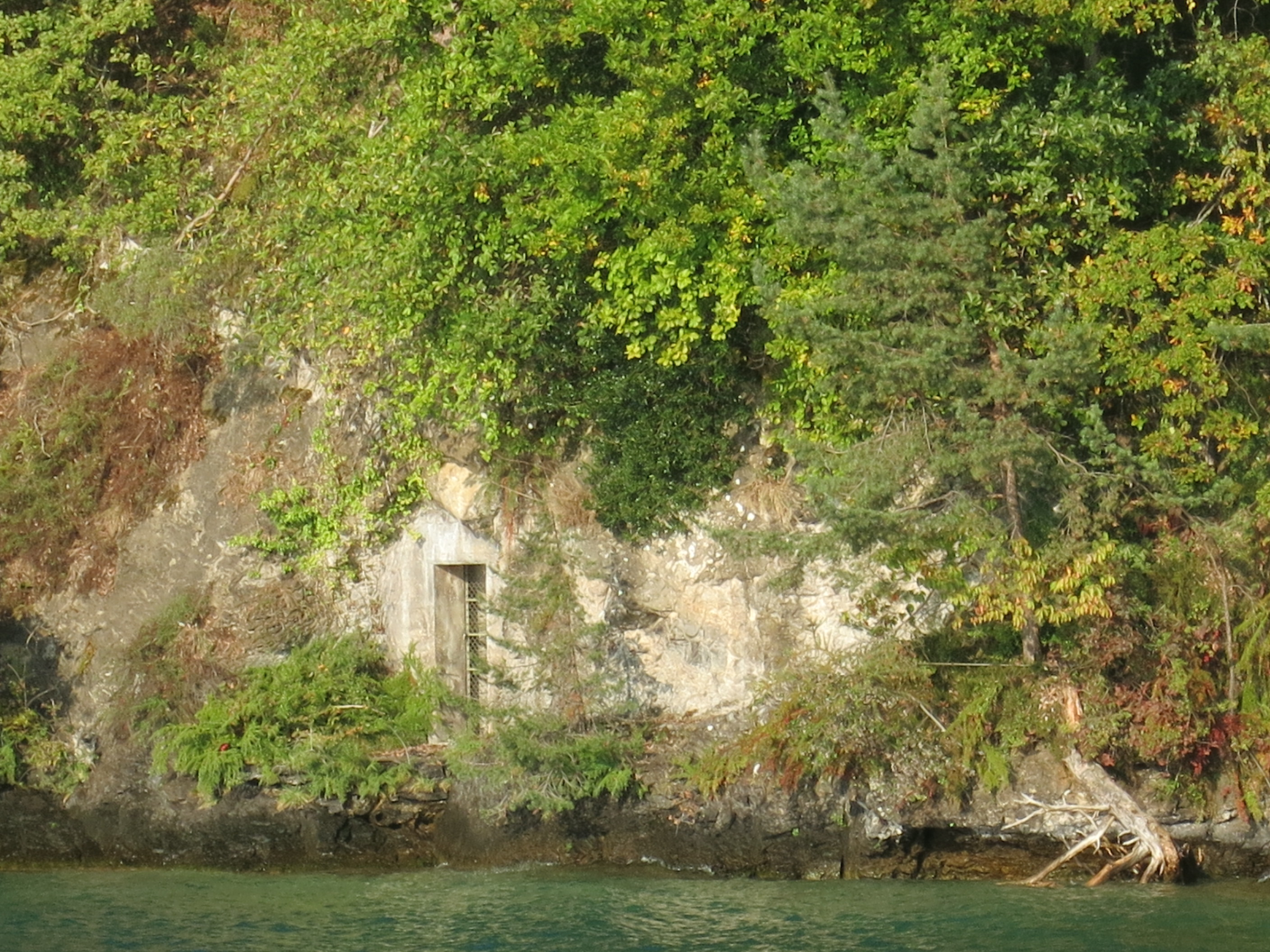
Seebeobachter A 1884 Eingang
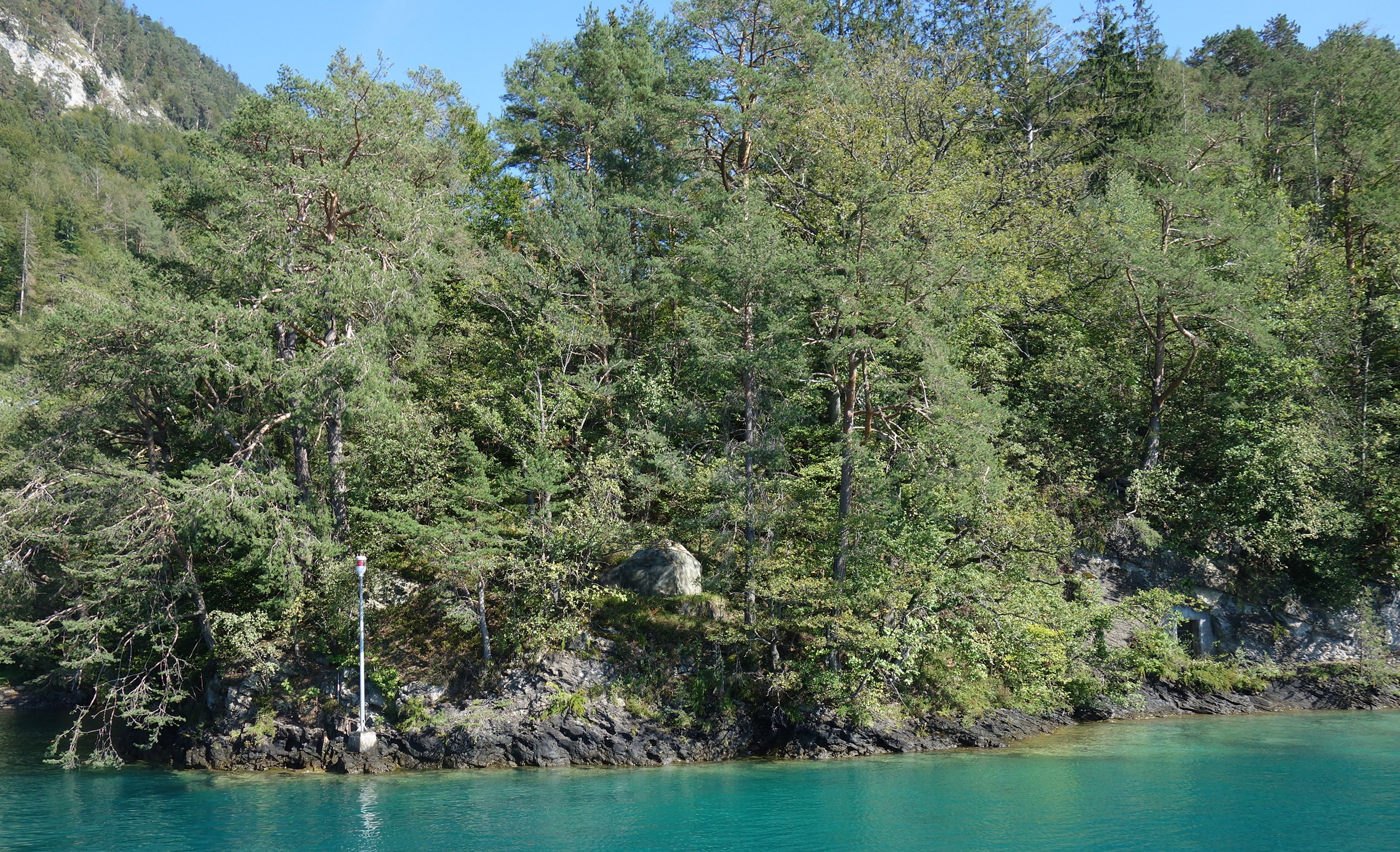
Seebeobachter A 1884 Kuppel

## Sperrstelle Merligen-Sichel
Die Sperrstelle Merligen (Armeebezeichnung Nr. 2112) umfasste einen Infanteriebunker, zwei Feldkanonenschilder und ein Geländepanzerhindernis mit vier Strassenbarrikaden. Sie wurde im Frühjahr 1942 gebaut. Eine zweite Gruppe mit zwei Feldkanonenschildern (A 1885, A 1886) und zwei Strassenbarrikaden (T 1141 Weissenthal, T 1142 Kienigraben) hatte oberhalb Merligen die Umgehung der Seestrasse zu verhindern. Als einer der Hauptstützpunkte der Reduitlinie gilt die Sperrstelle als militärhistorisches Denkmal von nationaler Bedeutung.
- Feldkanonenschild Weissenthal (Stillebach) A 1885: 7,5-cm-Feldkanone ⊙
- Feldkanonenschild Kienigraben A 1886: 7,5-cm-Feldkanone ⊙
- Infanteriebunker Merligen A 1887 ⊙
- Feldkanonenschild I Kirchstrasse A 1888 ⊙
- Feldkanonenschild II See A 1889 ⊙
- Geländepanzerhindernis T 1143: 3-reihiges BBB-Höcker-Hindernis, Tankmauer mit integriertem Stand ⊙
- Regimentskommandoposten F 16325: Der KP samt Kaverne befindet sich oberhalb Merligen und wurde Mitte der 1960er Jahre erstellt.⊙[3]
- Bunker Grön Justistal	⊙
- Bergstation MSB 72 Unterbergli ⊙
- Talstation MSB 72 Grön ⊙

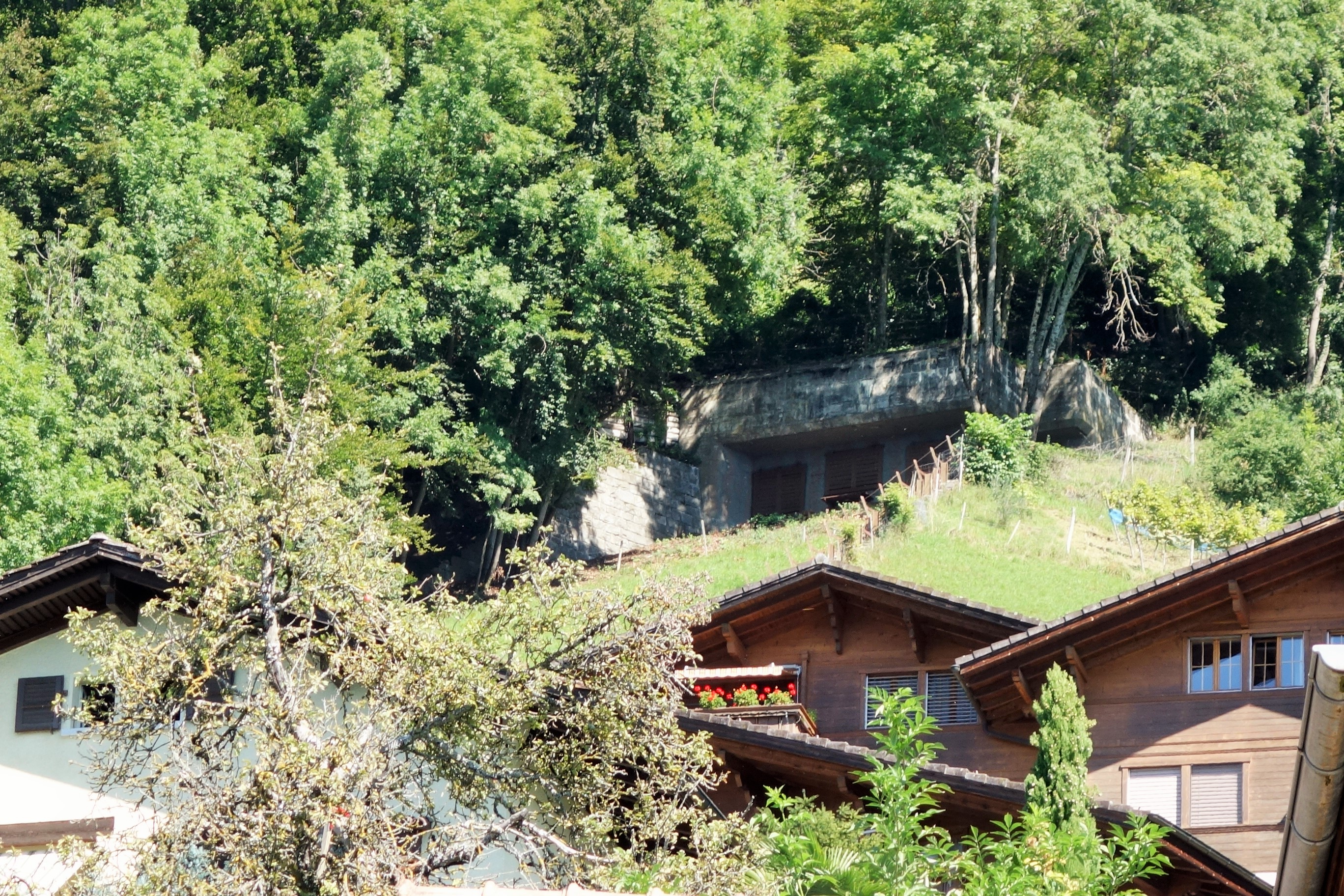
Infanteriebunker Merligen A 1887
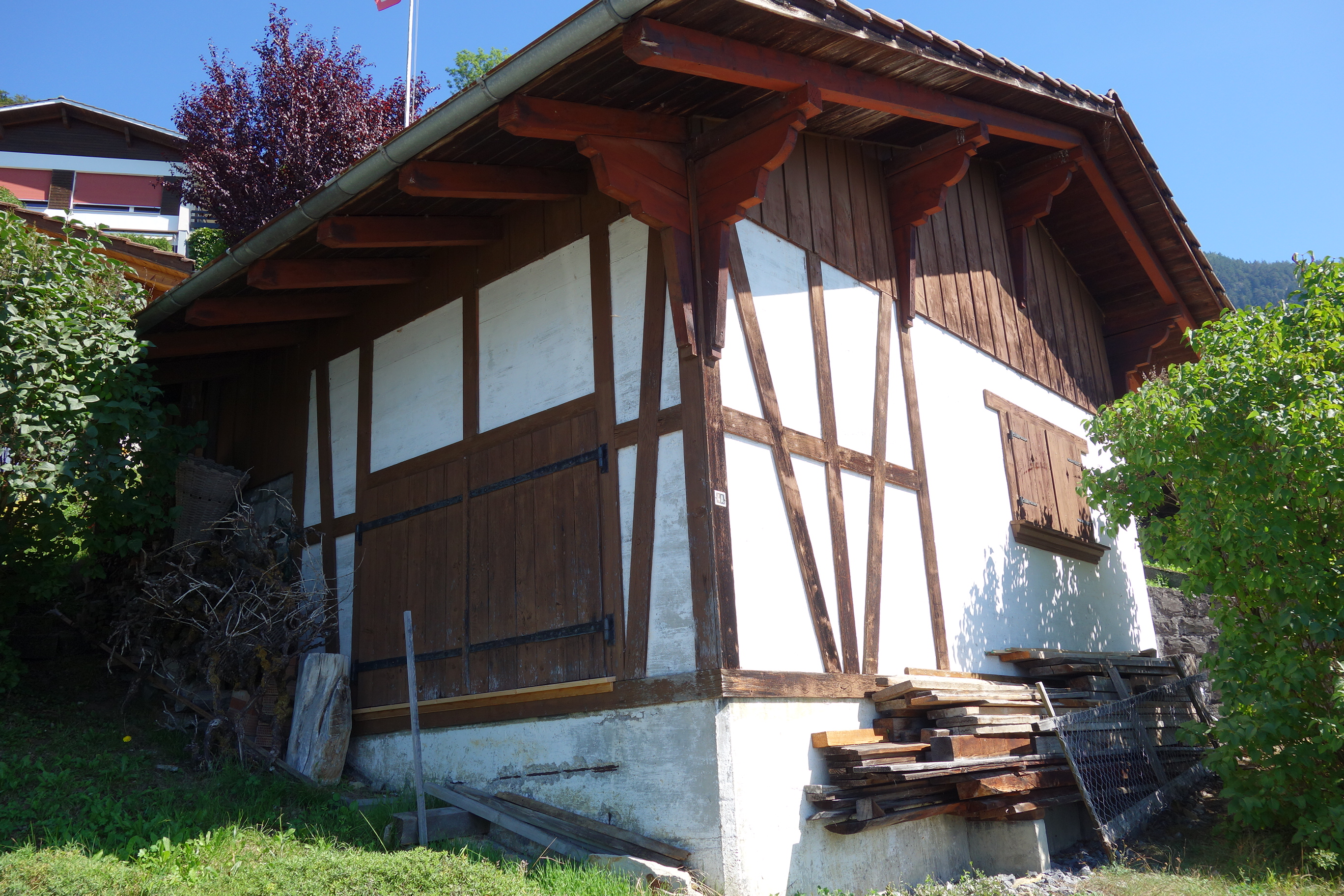
Feldkanonenschild I Kirchstrasse A 1888
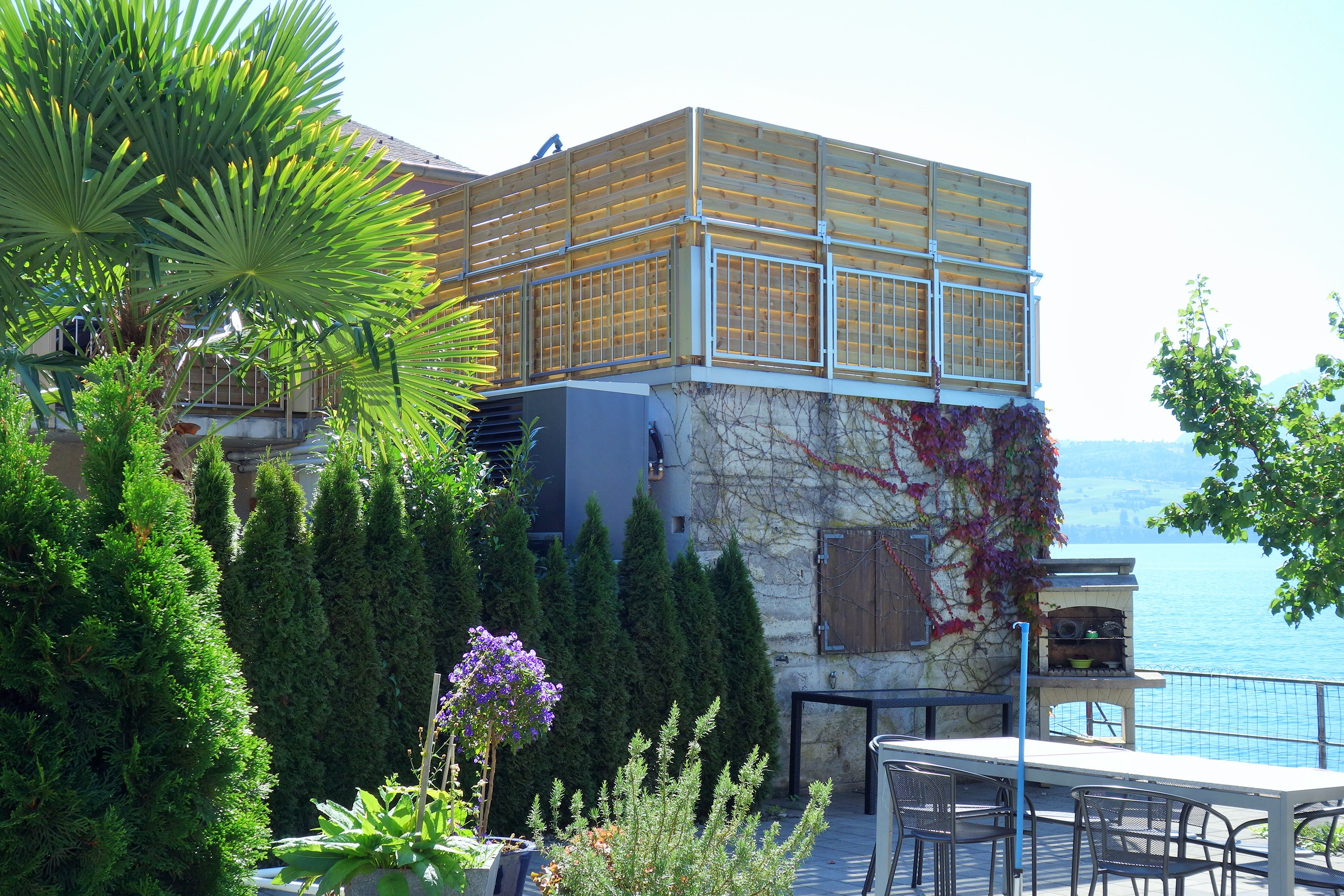
Feldkanonenschild II See A 1889
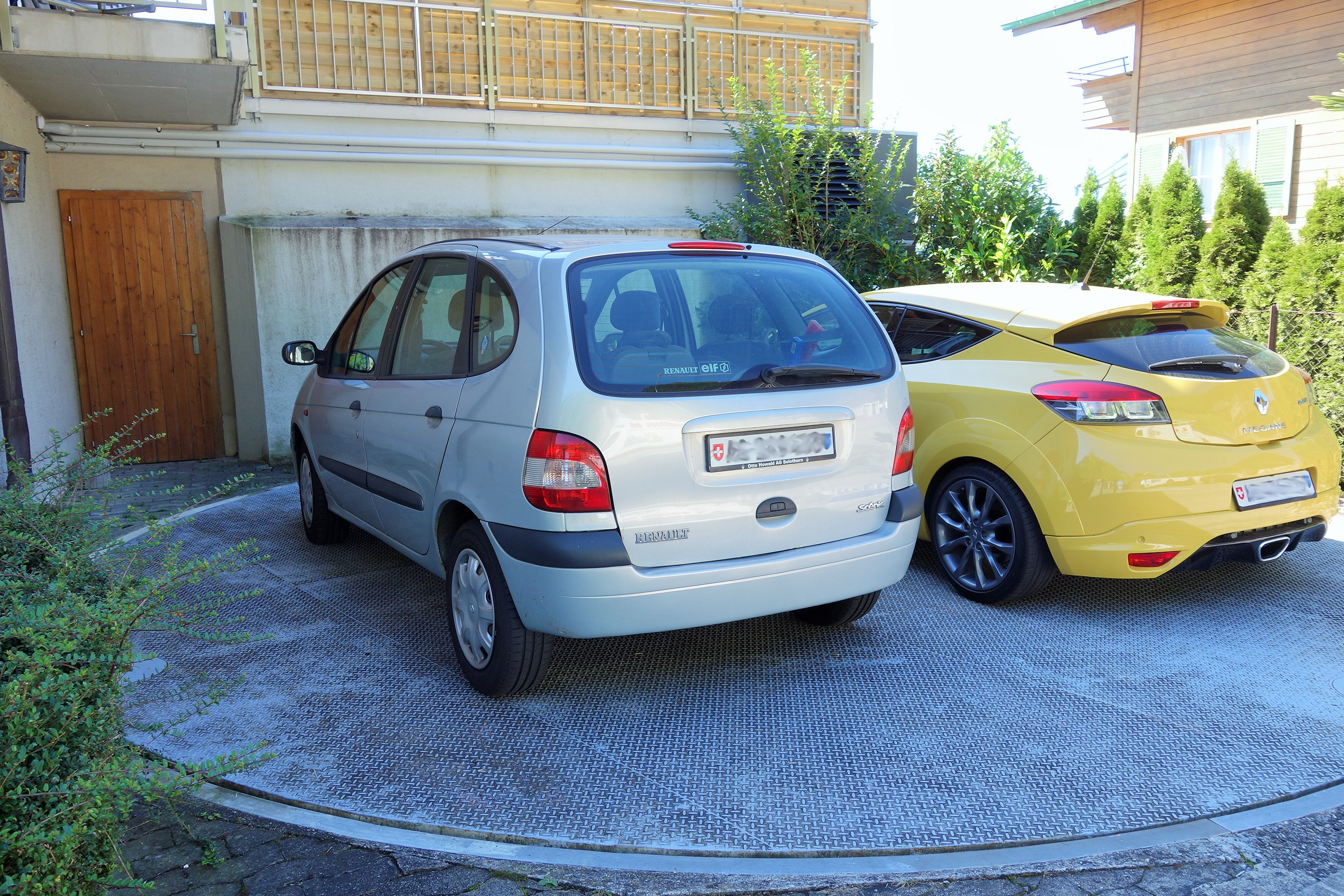
Feldkanonenschild II See A 1889 mit Drehscheibe
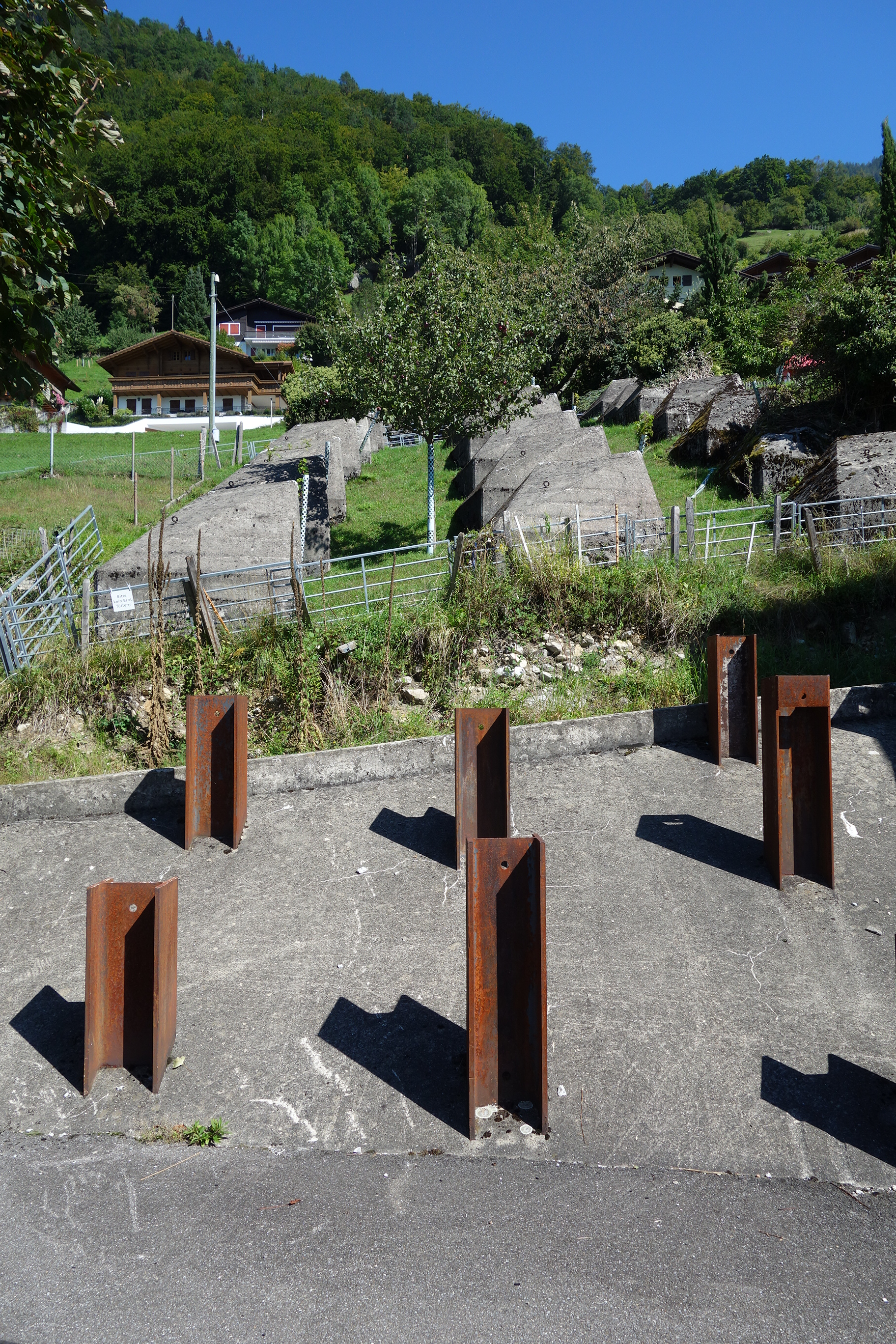
Merligen GPH T 1143

### Sperrstelle Sichelpass

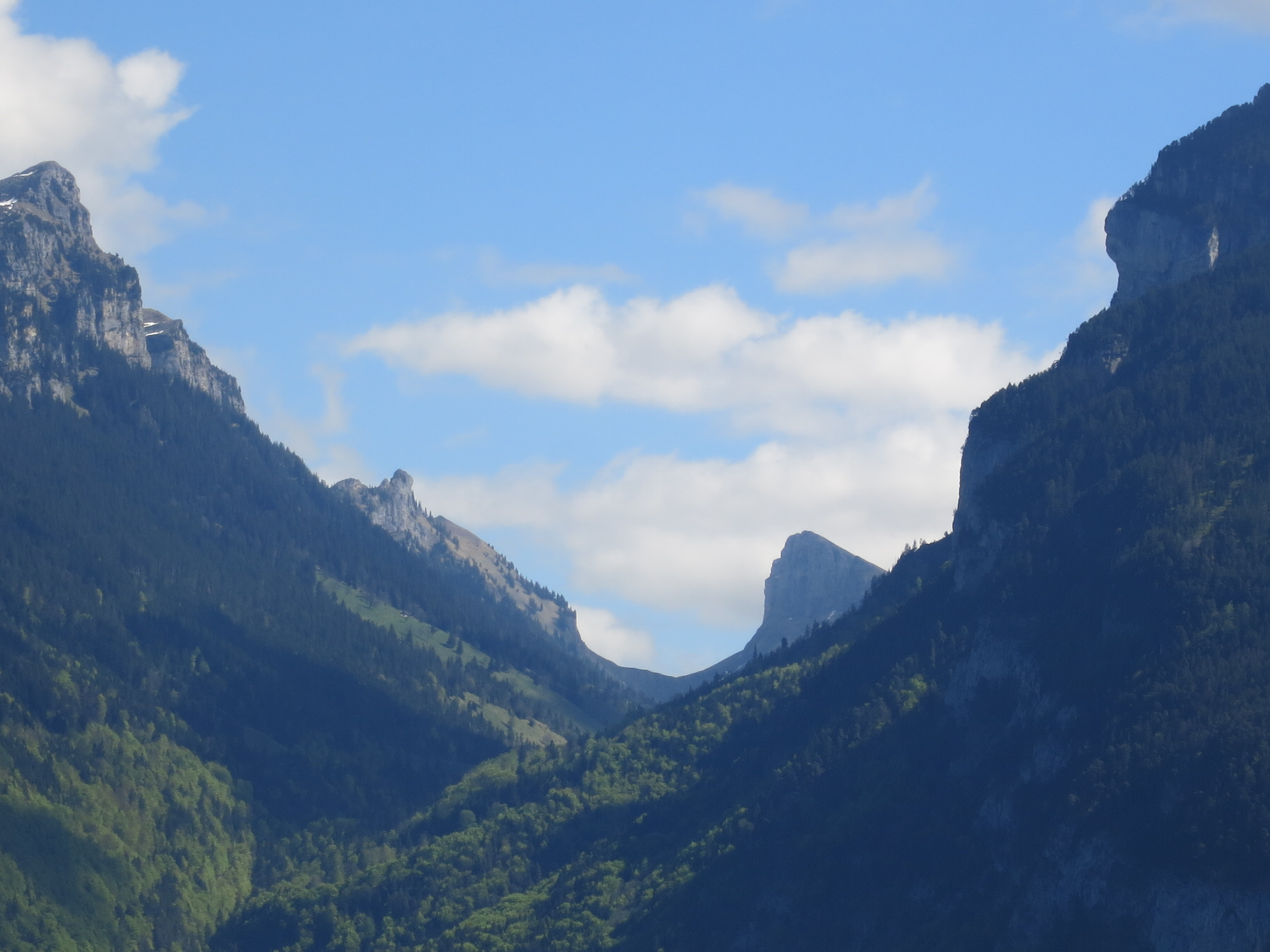
Sperrstelle Sichelpass

Die Sperrstelle Sichelpass (Armeebezeichnung Nr. 2113) mit fünf Objekten befindet sich auf dem Sichelpass. Sie sperrte den nördlichen Reduitzugang von Schangnau. Im  August 1942 wurde mit dem Bau der Kavernen begonnen. Die Werke wurden von der «Gruppe Grünenberg» mit dem Gebirgsfüsilierbataillon 31, verstärkt mit einer Batterie der Feldkanonierabteilung 4 und der Sanitätskompanie I/3 besetzt. Zeitweise war die Gebirgsfüsilierkompanie I/32 unterstellt.
Die Sperrstelle Schafloch ist aus einer natürlichen Eishöhle im Sigriswilgrat entstanden, die die Unterquerung des Sigriswiler Rothorns ermöglichte. Der rund 600 Meter lange Durchgang wurde als Verbindungs- und Logistikstollen ausgebaut, mit Eingangsverteidigung und Waffenständen auf beiden Seiten. Für den Materialtransport wurden Seilbahnen erstellt.
- Infanteriewerk Sichel Ost 1  A 1872	⊙
- Infanteriewerk Sichel Ost 2  A 1873 	⊙
- Infanteriewerk Sichel West 3  A 1874 	⊙
- Infanteriewerk Sichel West 4  A 1875 	⊙
- Infanteriewerk Sichel West 5  A 1876 	⊙
- Sperrstelle Schafloch ⊙[5]

### Sperrstelle Gunten, Sigriswil
Die Sperrstelle (Armeebezeichnung Nr. 2108) in Gunten BE besteht aus:
- Infanteriebunker Pak A 1890 Stampach: 9 cm Pak ⊙
- Feldkanonenschild II Gunten-Hang A 1892 ⊙
- Feldkanonenschild I Gunten-Bach A 1893 ⊙
- Infanteriebunker Pak A 1894 Oertli: 9 cm Pak, als Scheune getarnt ⊙
- Feldkanonenschild I Längenschachen A 1896 Strasse ⊙
- Feldkanonenschild II Längenschachen A 1897 Fussweg ⊙
- Infanteriebunker Längenschachen A 1898
- Lmg-Stand Längenschachen GPH T 1153 Aeschlenstrasse ⊙
- Lmg-Stand Längenschachen GPH T 1153 Oberländerweg ⊙
- Geländepanzerhindernis T 1147 Gunten-Bach
- Geländepanzerhindernis T 1153 Längenschachen ⊙

## Museum
Der Infanteriebunker Fischbalmen kann an fixen Führungsterminen gemäss Website (Gruppenführungen auf Anfrage) besichtigt werden. Der Treffpunkt ist vor dem Buffet Beatenbucht. Der Zugang erfolgt über einen kleinen Weg, der neben der Bahnbrücke der Beatenbergbahn beginnt und in westlicher Richtung rund 300 m bis zum Eingang führt.